# Uyuni

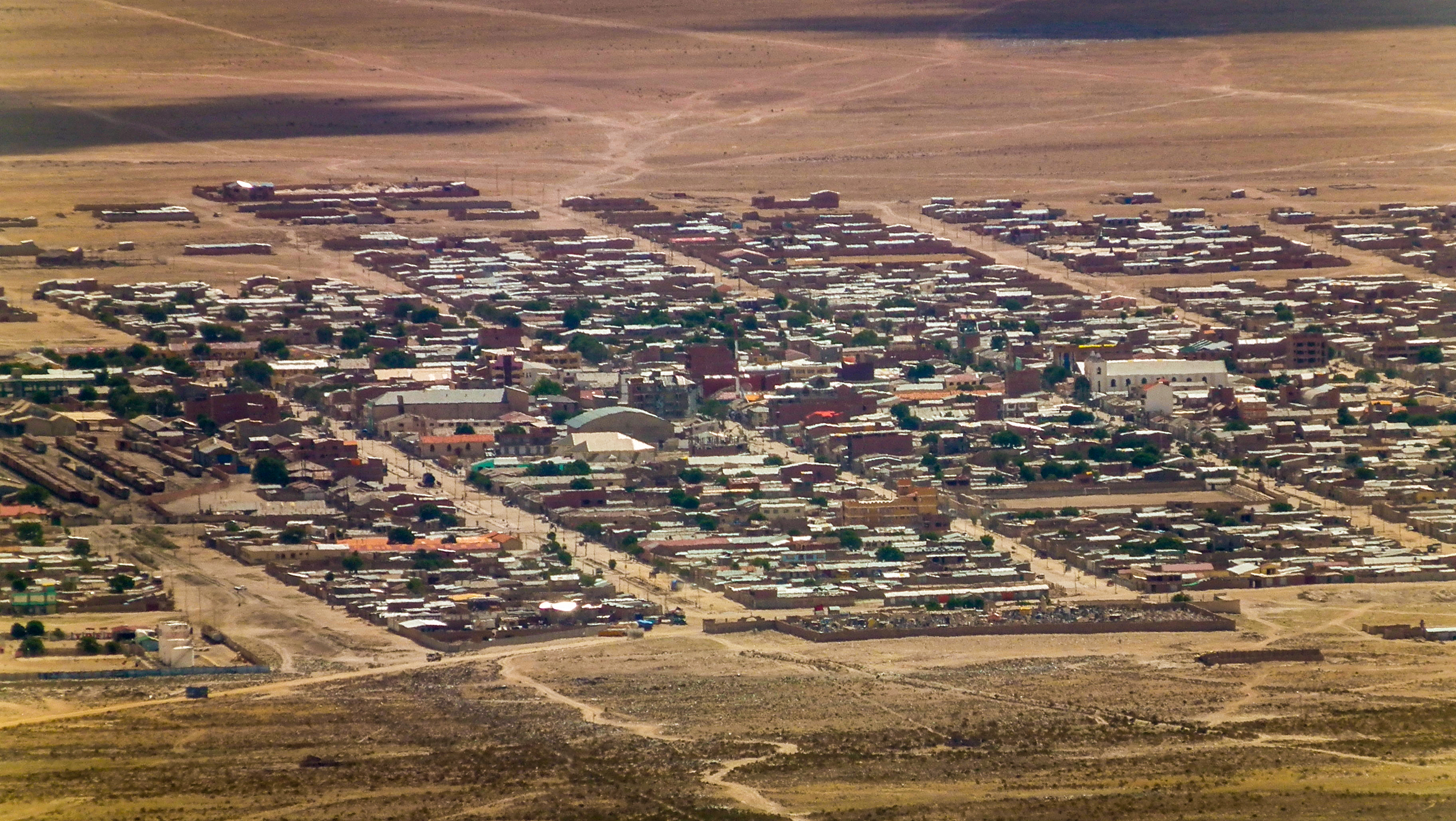
Uyuni vu de la chaîne de montagnes au nord-est.

Uyuni est une ville du département de Potosí, en Bolivie, et le chef-lieu de la province d'Antonio Quijarro. Elle est située à 150 km au sud-ouest de Potosí. Sa population s'élevait à 29 672 habitants en 2012. Elle est située à proximité du salar d'Uyuni.

## Géographie
La ville d'Uyuni est sise à une altitude de 3 670 m et se trouve à la jonction d'un plateau étendu à l'ouest et de territoires montagneux de la Cordillère plus à l'est.

## Climat et agriculture
Le climat de cette région est très sec, il ne tombe guère plus de 190 millimètres de précipitations par an. 85 % de ces précipitations se produisent pendant l'été austral, de décembre à mars. Les précipitations tombent souvent sous forme d'orage en fin d'après midi. Parfois, il peut neiger pendant l'hiver austral, de juin à août, mais la neige ne tient pas longtemps et elle tombe en très faibles quantités. Les journées sont douces voire chaudes à la fin du printemps. Il peut geler la nuit en toute saison, ce qui empêche toute agriculture en dehors de l'élevage de lamas ou de moutons. De plus, l'eau y est rare et souvent salée, aucune irrigation n'est possible.
Selon le service météorologique bolivien (SENAMHI), la température est descendue à Uyuni à −25,7 °C, le 7 août 1946 et à −25,6 °C, le 9 août 1946, comptant parmi les températures les plus basses mesurées en Bolivie.

## Démographie
Le tableau suivant présente l'évolution de la population de la municipalité d'Uyuni (secteurs urbain et rural) selon les différents recensements. 
| 1992   | 2001   | 2012   | 2022 | 2032 |
| ------ | ------ | ------ | ---- | ---- |
| 19 639 | 18 705 | 29 672 | -    | -    |

## Économie
Uyuni a d'abord été une bourgade commerciale, fondée en 1890. Au début du XXIe siècle, Uyuni est le point d'appui logistique pour les touristes venus visiter le plus grand désert salé du monde, le salar d'Uyuni, le Sud Lípez avec les lagunas Colorada, Verde et Blanca. Ces circuits durent plusieurs jours et sont effectués en véhicules 4 × 4, car toutes les pistes sont en terre naturelle. Plusieurs hôtels ou petites auberges accueillent les touristes. Plusieurs banques proposent un distributeur automatique d'argent et l'internet est disponible dans plusieurs cybercafés. Il y a également un petit hôpital et quelques marchés andins.
Il est également prévu de construire une usine[évasif] pour exploiter le lithium du salar d'Uyuni, qui constitue une des plus grandes réserves mondiales de ce métal. Cette usine serait créée grâce à une coentreprise entre l'entreprise d'État bolivienne YLG et la firme badoise ACI Systems de Zimmern ob Rottweil.

## Transports

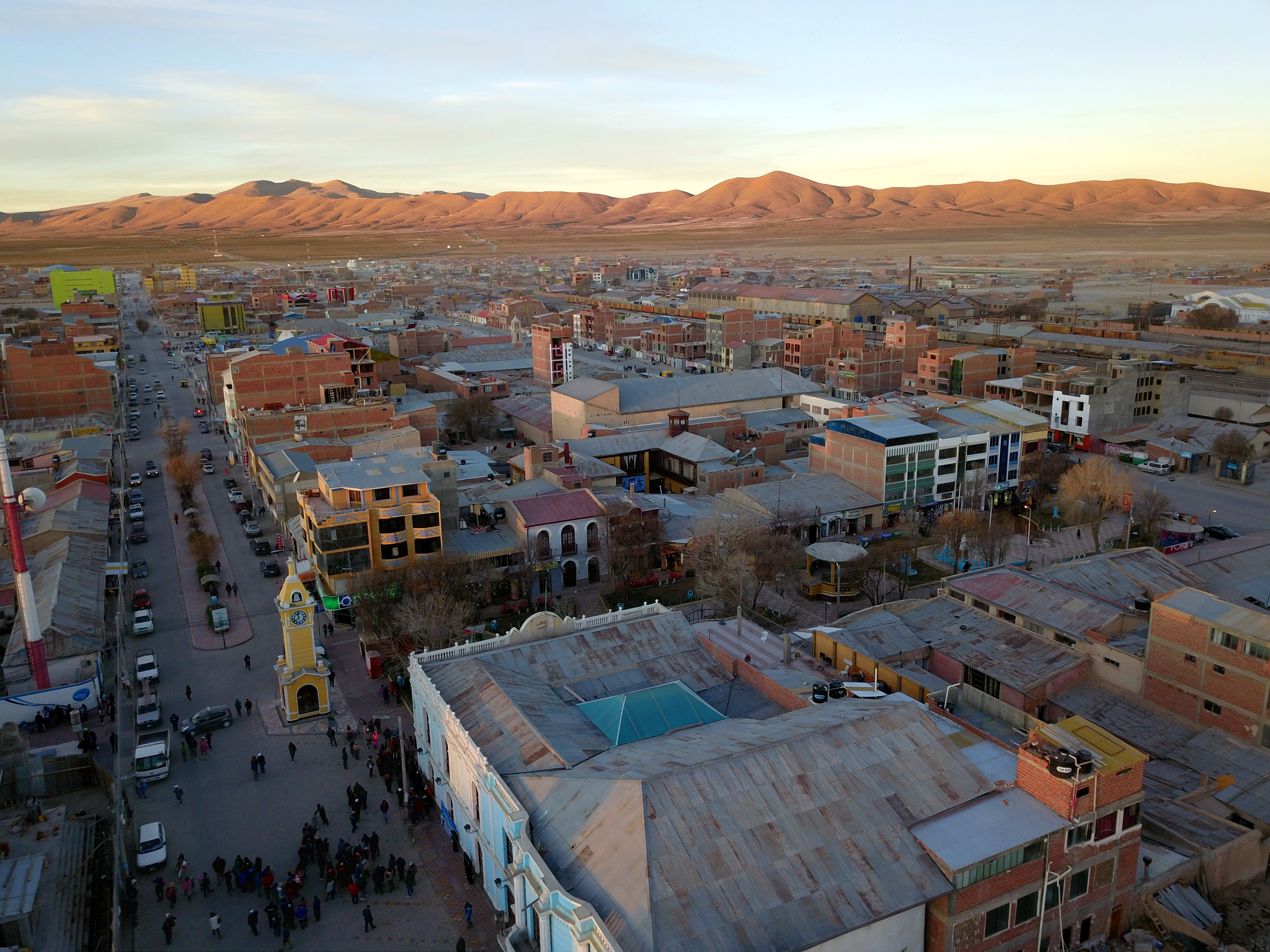
Vue du centre d'Uyuni.

La ville est d'autre part le plus grand carrefour de chemins de fer de Bolivie, d'où partent quatre lignes, respectivement vers La Paz (via Oruro), vers Antofagasta (sur l'océan Pacifique, au Chili), vers Potosí, et aussi vers Villazón (à la frontière argentine, où la ligne continue par la voie ferrée « General Belgrano » vers San Salvador de Jujuy et Buenos Aires).
Seule la piste d'Uyuni à Potosí est en voie de revêtement. En décembre 2011, il manquait une dizaine de kilomètres à bitumer pour finir cette route, qui devrait être terminée en 2012.[réf. nécessaire] Les autres voies d'accès à Uyuni sont des pistes en terre, pas toujours en bon état. Pendant la saison des pluies, l'accès à la ville peut être difficile, comme cela a été le cas début 2001. Mais cela dure rarement plus de deux ou trois jours. De nombreux autocars relient Uyuni aux autres villes boliviennes, en complément des trains. Il est prévu de goudronner la piste d'Uyuni à Oruro et la piste d'Uyuni à Tupiza dans les deux ou trois ans[évasif].
En 2011, l'aéroport Joya Andina a été mis en service. Trois compagnies aériennes proposent des vols intérieurs vers les villes de La Paz, Sucre et Santa Cruz de la Sierra, entre autres. Pendant la saison des pluies, le trafic peut être momentanément interrompu en cas de mauvaise visibilité.

## Patrimoine
À la sortie de la ville d'Uyuni, s'entasse une vingtaine de carcasses de locomotives à vapeur, partiellement pillées.

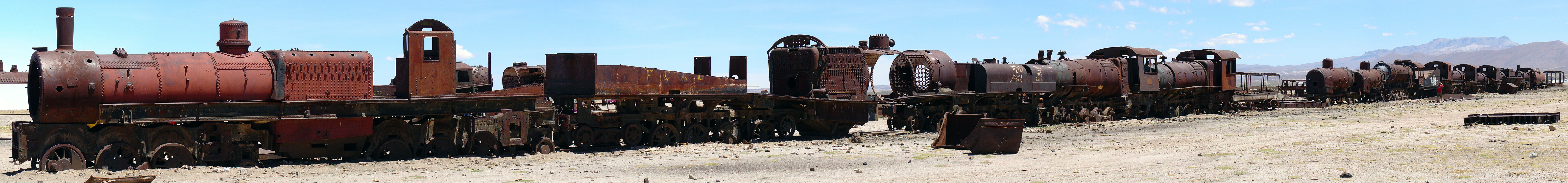
Le cimetière de vieux trains d'Uyuni.

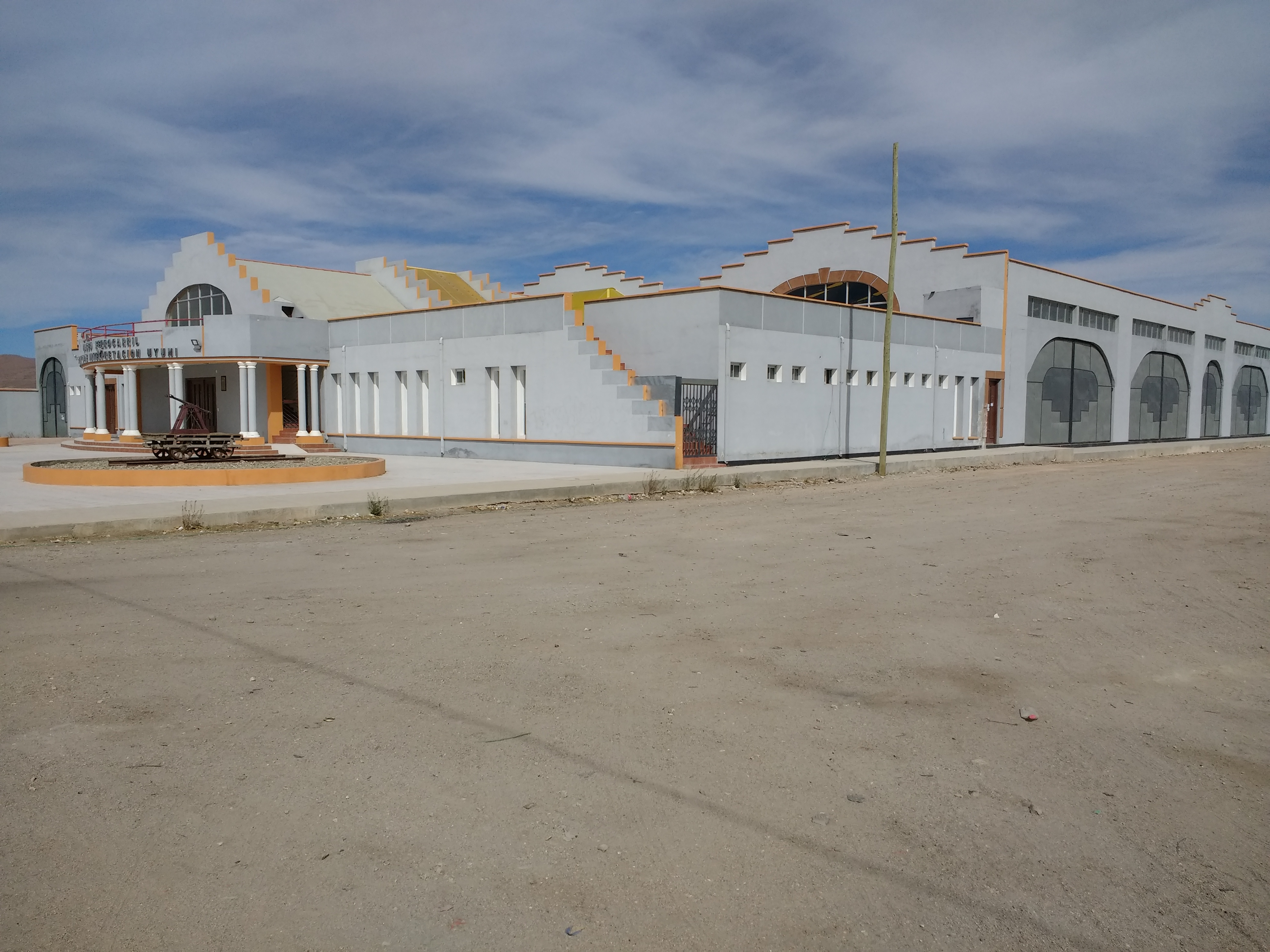
Musée ferroviaire d'Uyuni.

L'une des principales attractions touristiques de la région est un cimetière de matériel roulant ferroviaire. Il est situé à 3 km d'Uyuni et est relié à l'ancienne voie ferrée. La ville servait jadis de plaque tournante pour les trains transportant des minerais en direction des ports de l'océan Pacifique. Les lignes de train ont été construites par des ingénieurs britanniques arrivés vers la fin du XIXe siècle et qui constituaient une importante communauté à Uyuni. Les ingénieurs ont été invités par la ville d'Antofagasta, sponsorisée par la Grande-Bretagne, et par la Bolivia Railway Companies, actuellement Ferrocarril de Antofagasta a Bolivia. La construction de la voie débute en 1888 pour s'achever en 1892. Le président bolivien Aniceto Arce, qui croyait que la Bolivie prospérerait avec un bon système de transport, a encouragé ce projet, mais il a également été constamment saboté par les populations autochtones locales qui y voyaient une intrusion dans leurs vies. Les trains étaient principalement utilisés par les sociétés minières. Dans les années 1940, l'industrie minière s'est effondrée, en partie à cause de l'épuisement des ressources minérales. De nombreux trains ont été abandonnés, produisant ainsi un cimetière de trains.  En 2016, le Musée ferroviaire et centre d'interprétation (Museo Ferroviario y Centro de Interpretación) a été inauguré, construit avec un investissement de 10,3 millions de Bs,.

## Médias
La ville abrite la station de Radio Mallku, écoutable sur le salar et l'Altiplano bolivien.